# 鈴木建夫 (農林水産技官)
鈴木 建夫（すずき たてお、1943年 - ）は、日本の農林水産技官、農学博士。農林水産省食品総合研究所所長や、独立行政法人食品総合研究所理事長を務めた。

## 人物・経歴
宮城県仙台市生まれ。宮城県仙台第二高等学校を経て、東北大学大学院農学研究科食糧化学専攻修士課程修了、東北大学農学部食糧化学科食品分析学講座助手。1973年東北大学農学博士。1976年アメリカ国立衛生研究所心肺血液研究所客員研究員。1986年農林水産省研究開発課長。農林水産省食品総合研究所所長、独立行政法人食品総合研究所理事長を経て、2004年宮城大学教授。2009年宮城大学大学院食産業研究科長。2011年公立大学法人宮城大学退官。

## 著書
- 『理想の健康食 : 長寿をあなたに！』（監修）保健同人社 1998年
- 『食品機能研究法』（篠原和毅, 上野川修一と共編著）光琳 2000年
- 『発酵食品の魔法の力』（小泉武夫, 石毛直道, 藤井建夫と共著）PHP研究所 2010年